# الجامعة الإسلامية الإندونيسية
الجامعة الإسلامية الإندونيسية هي جامعة خاصة في إندونيسيا تأسست سنة 1945.

## إحصائيات
يبلغ عدد طلاب الجامعة 20000 طالب.